# Anna Maria Theresia von der Recke
Anna Maria Theresia von der Recke zu Steinfurt (verh. von Landsberg zu Erwitte) (* 1710; † 1765) war die treibende Kraft bei der Entstehung der Montanindustrie bei Wocklum.

## Leben
Anna Maria Theresia wuchs als Tochter des Johann Matthias von der Recke zu Steinfurt und seiner Gemahlin Anna Adolfina (geb. von Wolff-Metternich zu Gracht) zusammen mit ihren Geschwistern Franz Arnold und Anna Maria Theresia (Äbtissin im Stift Nottuln) sowie ihren Halbgeschwistern Johann Friedrich Christian und Ferdinand Wilhelm in der uralten westfälischen Adelsfamilie von der Recke auf.
Sie heiratete mit päpstlichen Dispens den früheren Domherren Franz Kaspar Ferdinand von Landsberg zu Erwitte. Dieser war bereits 62 Jahre alt, musste aber wegen des Todes des letzten Verwandten in den weltlichen Stand zurückkehren. Söhne waren Johann Matthias von Landsberg zu Erwitte und Clemens August von Landsberg zu Erwitte.
Von ihr gingen insbesondere nach dem Tod ihres Mannes 1748 beachtliche gewerbliche und bergbauliche Aktivitäten aus. Sie stammte aus einer Familie mit langen montangewerblichen Traditionen. Bereits 1743 wurde eine Sägemühle errichtet. Im Jahr 1748 ließ sie teilweise aus Holz, das beim Abbruch eines alten Schlossflügels gewonnen wurde, eine Eisenhütte und einen Eisenhammer errichten. Im Jahr 1752 erwarb sie das Gut Eisborn mit dem zugehörigen kirchlichen Patronatsrecht. Damit verbunden war auch großer Waldbesitz, der nicht zuletzt zur Produktion von Holzkohle für die gewerblichen Betriebe gebraucht wurde. Insgesamt verwaltete sie den Fideikommissbesitz derer von Landsberg mit großem Erfolg. Sie hatte auch großen Anteil an der Fertigstellung des neuen Schlosses. Das aufwändige Barockportal zeigt das Doppelwappen derer von Landsberg und von Recke. Im Jahr 1758 übergab sie die Verwaltung des Besitzes an ihren Sohn Clemens August. Erst zu seiner Zeit ist die Hütte wirklich in einen kontinuierlichen Betrieb gegangen. Aber es war die Mutter, die dazu die Basis geschaffen hatte. Heute ist in der Luisenhütte Wocklum eine dort gegossene Ofenplatte mit ihrem Namen und der Jahreszahl 1748 zu sehen. 